# 22 de novembre
El 22 de novembre o 22 de santandria és el tres-cents vint-i-sisè dia de l'any del calendari gregorià i el tres-cents vint-i-setè en els anys de traspàs. Queden 39 dies per finalitzar l'any.

## Esdeveniments
Països Catalans
- 1915 - Barcelona: comença el primer curs de l'Escola Superior de Bibliotecàries, creada per la Mancomunitat de Catalunya per a la formació de personal per a biblioteques el 14 d'octubre.
- 1959 - Barcelona: Renata Tebaldi canta per última vegada al Liceu amb Tosca.
- 1998 - Terrassa: els Minyons de Terrassa descarreguen el primer 3 de 10 amb folre i manilles de la història.
- 1998 - Terrassa: els Castellers de Barcelona carreguen per primer cop en la seva història un castell de nou pisos; el 4 de 9 amb folre.
- 2001 - Barcelona: S'inaugura el Teatre Fabià Puigserver, al Teatre Lliure de Montjuïc, amb l'estrena de l'òpera L'adéu de Lucrècia Borja.
- 2002 - Vila-seca: Josep Carreras i Coll inaugura l'auditori del Conservatori de Música
- 2015 - Terrassa: els Minyons de Terrassa descarreguen el primer 4 de 10 amb folre i manilles de la història.

Resta del món
- 1307 - París: s'inicia el gran judici contra l'Orde del Temple. El Papa Climent V ordena l'arrest dels cavallers i la confiscació dels seus béns.
- 1455 - Lieja (principat de Lieja): el príncep-bisbe Joan VIII d'Heinsberg abdica sota la pressió de Felip el Bo.
- 1859 - Marroc: inici oficial de la Guerra d'Àfrica.
- 1943 - Líban: el Líban s'independitza de França.
- 1956 - Melbourne (Austràlia): Comencen els Jocs Olímpics d'Estiu de 1956, oficialment anomenats Jocs Olímpics de la XVI Olimpíada.
- 1963 - Dallas (Texas): John Fitzgerald Kennedy, 35è president dels Estats Units, és assassinat.
- 1975 - Madrid: Joan Carles I és coronat rei d'Espanya.
- 2005 - Berlín: Angela Merkel (CDU) és nomenada cancellera d'Alemanya pel Bundestag.

## Naixements
Països Catalans
- 1880 - Sabadell, Vallès Occidental: Josep Renom i Costa, arquitecte.
- 1901 - Sagunt, Camp de Morvedre: Joaquín Rodrigo Vidre, compositor i pianista valencià (m. 1999).
- 1903 - Figueresː Camil·la Lloret Altafulla, professora de música catalana (m. 1998).[2]
- 1913 - Manresa, Bages: Joaquim Amat i Piniella, escriptor (m. 1974).[3]
- 1927 - Sarrià de Ter, Gironès: Emília Xargay i Pagès, pintora, ceramista i escultora catalana (m. 2002).[4]
- 1966 - 
  - l'Hospitalet de Llobregat: Mercè Perea, advocada i política catalana, diputada al Congrés dels Diputats en la XI legislatura.
  - Còrdova, Andalusia, Espanya: Francisco Ángel Blanco Nieto, més conegut com a Latino, músic de jazz valencià, director i cofundador de Sedajazz.
- 1984 - Tarragona: Joan Olivé i Márquez, pilot català de motociclisme.
- 1988 - Barcelona: Jèssica Vall, nedadora catalana, especialitzada en els 200 metres braça.[5]

Resta del món
- 1693 - Xinghua, JIangsu (Xina): Zheng Xie (xinès: 鄭燮) també conegut com a Zheng Banqiao, fou un pintor, cal·lígraf i escriptor xinès (m.1765).[6]
- 1744 - Weymouth, Massachusetts: Abigail Adams, també coneguda com a Abigail Smith Adams, primera segona dama (esposa del vicepresident) i la segona primera dama dels Estats Units (m. 1818).

- 1819 - Nuneaton, Warwickshire (Regne Unit): George Eliot, Mary Anne Evan, escriptora britànica (m. 1880).[7]
- 1852 - La Flèche, França: Paul d'Estournelles de Constant, polític francès, Premi Nobel de la Pau de 1909 (m. 1924).
- 1859 - 
  - Buenos Aires: Cecilia Grierson, la primera metgessa argentina.
  - Weimar: Helene Böhlau, escriptora alemanya (m. 1940).[8]
- 1869 - París, França: André Gide, escriptor francès, Premi Nobel de Literatura de 1947 (m. 1951).
- 1877 - Érmindszent, Àustria-Hongria: Endre Ady, poeta hongarès (m. 1919).[9]
- 1887 - Ingolstadt, Baviera, Imperi Alemany: Ernst Röhm, polític i militar alemany (m. 1934).
- 1890 - Lilla, França: Charles de Gaulle, general francès i home d'Estat que va dirigir a les Forces Franceses Lliures durant la Segona Guerra Mundial. Més tard va fundar la Cinquena República Francesa el 1958 i va servir com el seu primer President 1959-1969. (m. 1970).
- 1904 - Lió, França: Louis Eugène Félix Néel, físic francès, Premi Nobel de Física de l'any 1970 (m. 2000).
- 1906 - Herstal, Bèlgica: Rita Lejeune, romanista i medievalista belga (m. 2009).[10]
- 1907 - Tours, França, Dora Maar, artista plàstica, pintora, fotògrafa i escultora francesa, que tingué relació amb Picasso.[11]
- 1913 - Lowestoft, Suffolk Anglaterra: Benjamin Britten, compositor anglès (m. 1976).[12]
- 1917 - Londres (Anglaterra): Andrew Huxley, metge i biofísic, Premi Nobel de Medicina o Fisiologia de l'any 1963 (m. 2012).
- 1923 - Viena: Victor Papanek, dissenyador i educador estatunidenc ferm defensor de la concepció social i ecològicament responsable de productes, eines i les infraestructures.
- 1924 - Kirksville, Missouri, Estats Units: Geraldine Page, actriu estatunidenca (m. 1987).[13]
- 1931 - Santiago de Compostel·la: Xohana Torres, poeta, narradora i dramaturga gallega.[14]
- 1940 - Medicine Lake, Minnesota (EUA): Terry Gilliam, actor i director de cinema d'origen estatunidenc, membre del grup Monty Python.[15]
- 1943 - Long Beach, Califòrnia, Billie Jean King (de soltera Moffitt) jugadora de tennis estatunidenca.[16]
- 1950 - 
  - Dakar, Senegal: Safi Faye, directora de cinema i etnòloga senegalesa.[17]
  - Winthrop (Massachusetts, EUA): Steven Van Zandt, músic, productor i actor nord-americà, membre de l'E Street Band i del repartiment de The Sopranos.
- 1957 - Oria, Província d'Almeria: Josefa Masegosa Gallego, astrònoma espanyola, investigadora científica del CSIC.
- 1958 - Santa Monica, Califòrnia, Estats Units: Jamie Lee Curtis, actriu i escriptora estatunidenca.
- 1968 - Copenhaguen, (Dinamarca):Sidse Babett Knudsen actriu danesa.
- 1969 - Teheran: Marjane Satrapi, artista iraniana i francesa, reconeguda internacionalment com a dibuixant de còmics.
- 1981 - Guben: Ska Keller, política alemanya, membre del Parlament Europeu, especialitzada en temes migratoris.
- 1984 - Nova York, EUA: Scarlett Johansson, actriu.

## Necrològiques
Països Catalans
- 1485 - Palma: Beatriu de Pinós, protectora i divulgadora del lul·lisme i promotora de l'Estudi General Lul·lià de Mallorca (n. 1433).[18]
- 1927 - Barcelona: Francesc Gimeno i Arasa, pintor i dibuixant català (n. 1858).
- 1929 - Barcelona: Jaume Ferran i Clua, metge i bacteriòleg català, inventor, el 1884, de la primera vacuna antibacteriana de la història (contra el còlera).
- 1960 - Barcelona: Josefina Solsona i Querol, escriptora catalana (n. 1907).[19]
- 1969 - Barcelona: Josep Maria de Sucre i de Grau, crític d'art, escriptor i pintor.
- 1993 - San Francisco, USA: Tatiana Nikolàieva, pianista, compositora, professora russa.[20]
- 2009 - Girona: Feliu Matamala i Teixidor, llibreter i activista cultural, premiat amb la Creu de Sant Jordi 2009 (n. 1912).

Resta del món
- 1907 - Bolonya, Emília-Romanya: Carlotta Ferrari, compositora i poeta italiana (n. 1830).[21]
- 1916 - 
  - Glen Ellen, Califòrnia, EUA: Jack London, escriptor estatunidenc.
  - Dresden: Marie Wieck, cantant, compositora i pianista alemanya (n. 1832).[22]
- 1920 - Montevideo, Uruguai: Manuel Pérez y Curis, escriptor i poeta uruguaià.
- 1922 - Brussel·les, Bèlgicaː Louise de Hem, pintora belga (n. 1866).[23]
- 1962 - Le Havre, França: René Coty, advocat, 17è president de la República Francesa, 2n de la IV República (n. 1882).
- 1963:
  - Dallas, EUA: John F. Kennedy, polític estatunidenc, 35è President dels Estats Units.
  - Oxford, Anglaterra: C.S. Lewis, crític, acadèmic i novel·lista, autor de Les Cròniques de Nàrnia. (n. 1898).
  - Los Angeles, EUA: Aldous Huxley, escriptor anglès, autor de Un món feliç (n. 1894)
- 1967 - Stocksund: Edvin Kallstenius, compositor suec distingit en música de cambra i simfònica.
- 1980 - Los Angeles, Califòrnia Estats Units:  Mae West, actriu estatunidenca.
- 1981 - Oxford (Regne Unit): Hans Adolf Krebs, metge i bioquímic britànic d'origen alemany, Premi Nobel de Medicina o Fisiologia de l'any 1953 (n. 1900).
- 1993 - Saragossa: María Antonia Zorraquino Zorraquino, investigadora i bioquímica espanyola.[24]
- 1996 - Alloue, Françaː María Casares, actriu espanyola de teatre i cinema que va triomfar a França, on s'havia exiliat (n. 1922).[25]
- 2008 - Los Gatos, EUA: Robert Burns, historiador i sacerdot jesuïta estatunidenc, membre de l'IEC.
- 2011 - 
  - Amherst, Massachusetts, EUA: Lynn Margulis, biòloga nord-americana.
  - Augsburg, Alemanya: Sena Jurinac, soprano croatobosniana nacionalitzada austríaca (n. 1921).[26]
- 2013 - Berlín: Ursula Hanke-Förster, escultora, artista, dissenyadora alemanya (n. 1924).[27]
- 2015 - Szczecin: Monika Szwaja, periodista, professora i escriptora polonesa.
- 2021 - EUA: Noah Gordon, novel·lista estatunidenc (n. 1926).[28]

## Festes i commemoracions
- Santoral: sants Filemó de Gaza, màrtir; Cecília de Roma, verge i màrtir; Benigne de Milà, bisbe; Trigídia d'Oña, abadessa; servent de Déu Magí Català i Guasch, franciscà.